# 陈静波 (1922年)
陈静波（1922年9月28日—2012年5月6日），男，陕西西安人，中华人民共和国政治人物，曾任宁夏回族自治区政协副主席，中共十二大代表。